# Langues miwok
Les langues miwok sont une famille de langues amérindiennes parlées en Californie. Cette famille est souvent incluse dans l'hypothétique groupe pénutien.

## Classification
La classification des sept langues miwok est la suivante : 
- Groupe miwok oriental
  - Sierra Miwok
    - Northern sierra miwok
    - Central sierra miwok
    - Southern sierra miwok

  - Plains miwok
  - Bay miwok ou saclan
- Groupe miwok occidental
  - Coast miwok
  - Lake miwok